# Tratado de Constantinopla (1590)

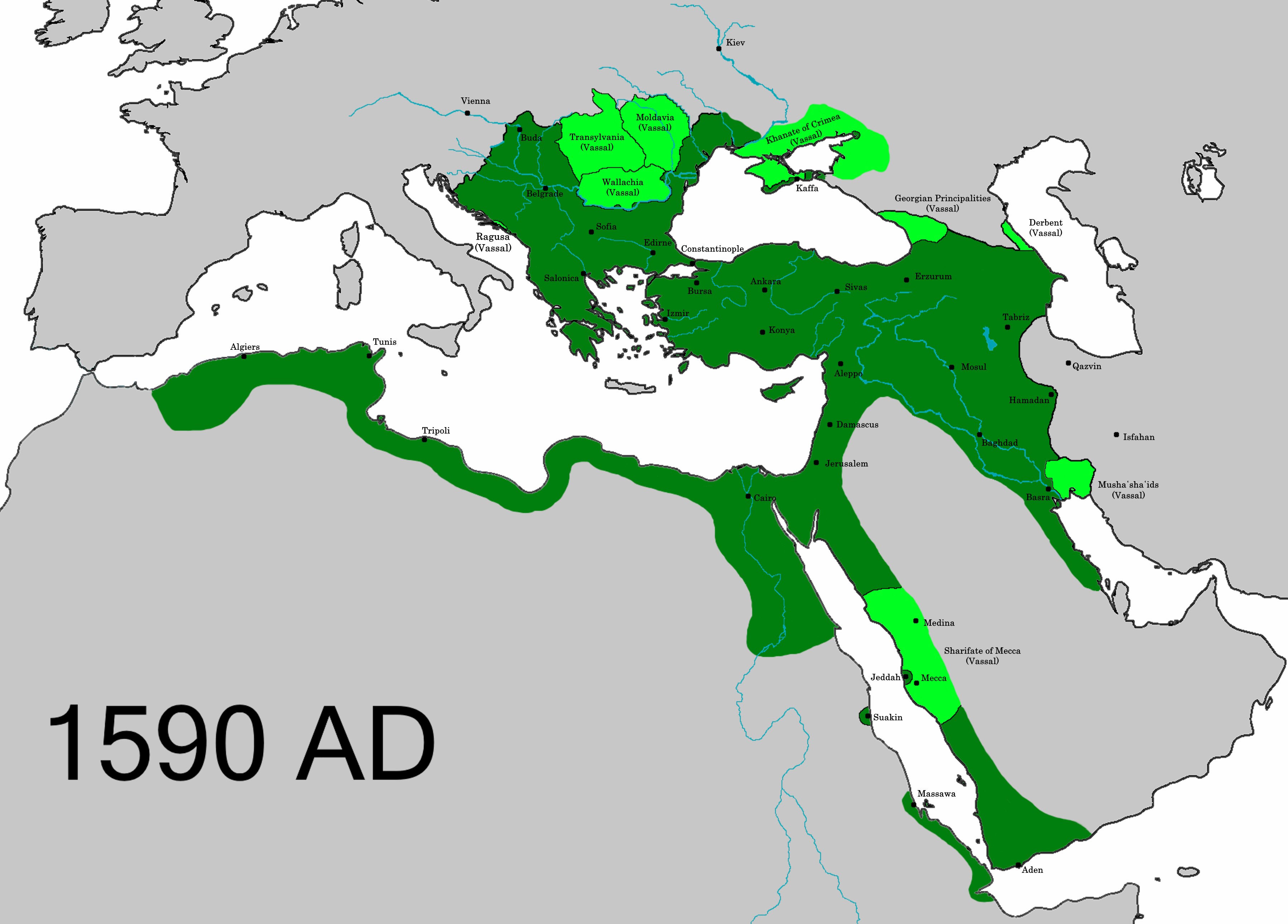
Império Otomano em 1590

O Tratado de Constantinopla, também conhecido como Paz de Istambul ou Tratado de Ferade Paxá (em turco: Ferhat Paşa Antlaşması), foi um tratado entre o Império Otomano e o Império Safávida que encerrou a Guerra otomano-safávida de 1578-1590. Foi assinada em 21 de março de 1590 em Constantinopla (atual Istambul). A guerra começou quando o sultão Murade III invadiu território safávida na Geórgia, num momento que os safávidas estavam fracos. Com o império assediado em vários frontes e seus assuntos domésticos atormentados por guerras civis e intrigas cortesãs, o xá Abas I, que ascendeu em 1588, optou pela paz incondicional, que levou ao tratado. O tratado colocou fim aos 12 anos de conflitos. Enquanto a guerra e o tratado foram um sucesso aos otomanos e severamente desvantajosos aos safávidas, o novo status quo provou-se de curta duração, pois na subsequente rodada de hostilidades, vários anos depois, todas as perdas safávidas foram recuperadas.

## Guerra
À época que a guerra começou, o Império Safávida estava numa situação caótica, e sob seu fraco governante Maomé Codabanda, os otomanos conseguiram tomar boa parte das províncias safávidas do Azerbaijão (incluindo a antiga capital Tabriz), Geórgia (Cártlia, Caquécia e Mesquécia), Carabaque, Erevã, Xirvão e Cuzestão, apesar do bem-sucedido contra ataque inicial de Maomé Codabanda liderado por Simão I. Quando Abas I sumiu ao trono em 1588, o Império Safávida ainda foi assolado por questões internas, e assim os otomanos conseguiram pressionar mais, tomando Bagdá no mesmo ano e Ganja em Xirvão pouco depois. Confrontado por mais problemas (guerras civis, revoltas, e guerra com os uzbeques na porção nordeste de seu país), Abas concordou em assinar um tratado humilhante com termos desvantajosos.

## Tratado
Segundo o tratado, o Império Otomano manteve boa parte de seus ganhos na guerra. Eles incluíram boa parte do sul do Cáucaso (Reinos de Cártlia e Caquécia a porção oriental do Principado de Mesquécia, bem como Erevã, Carabaque e Xirvão), a província de Azerbaijão (incluindo Tabriz, mas não Ardabil, que permaneceu sob controle safávida), Lorestão, Daguestão, boa parte do Curdistão, Cherizor, Cuzestão, Bagdá e Mesopotâmia. Uma cláusula foi incluída ao tratado que estipulava que os safávidas teriam que parar de amaldiçoar os primeiros três califas,

## Rescaldo
Esse tratado foi um sucesso ao Império Otomano, com vastas áreas sendo anexadas. Porém, não durou muito. Abas, que agora usou seu tempo e recursos agora disponíveis com a paz, com sucesso lidou com as demais questões (dentre elas, os uzbeques e as revoltas), e esperou o momento adequado para reganhar seus domínios.